# Copa Airlines
Copa Airlines (Compañía Panameña de Aviación S.A.) (code AITA : CM ; code OACI : CMP) est la compagnie aérienne nationale du Panama. Elle était filiale de Continental Airlines jusqu'à l'arrêt des opérations de la compagnie. Elle exploite des vols internationaux depuis sa plate-forme de correspondance à l'aéroport international de Tocumen.

## Histoire
Copa Airlines est créée en 1947 pour assurer des vols intérieurs vers trois villes du Panama avec trois Douglas C-47. Dans les années 1960/1970, Copa Airlines commence ses vols internationaux vers Barranquilla, Kingston, Medellín, San José avec un AVRO 748 et un Lockheed L-188 Electra. Dans les années 1970/1980, le Guatemala est ajouté comme destination et Copa Airlines élimine ses vols intérieurs.
Dans les années 1980/1990, Copa Airlines acquiert son premier Boeing 737 et ajoute des vols vers, Carthagène, Miami, Port-au-Prince, Saint-Domingue, San Juan.
En 1998, Copa Airlines et Continental Airlines signent une entente stratégique.
Le 1er septembre 2007, la compagnie est officiellement membre associé de SkyTeam. Le 26 mai 2009, Copa Airlines annonce qu'elle quittera l'alliance Skyteam le 24 octobre 2009, de concert avec Continental Airlines.
En juin 2012, elle rejoint son partenaire stratégique, qui a fusionné avec United Airlines, au sein de Star Alliance.
Le 10 avril 2015, la compagnie annonce la commande de soixante et un Boeing 737 MAX.

## Destinations
Copa Airlines dessert 62 destinations aux États-Unis, au Canada, au Mexique, dans les Caraïbes, en Amérique centrale et en Amérique du Sud[source insuffisante].

## Flotte

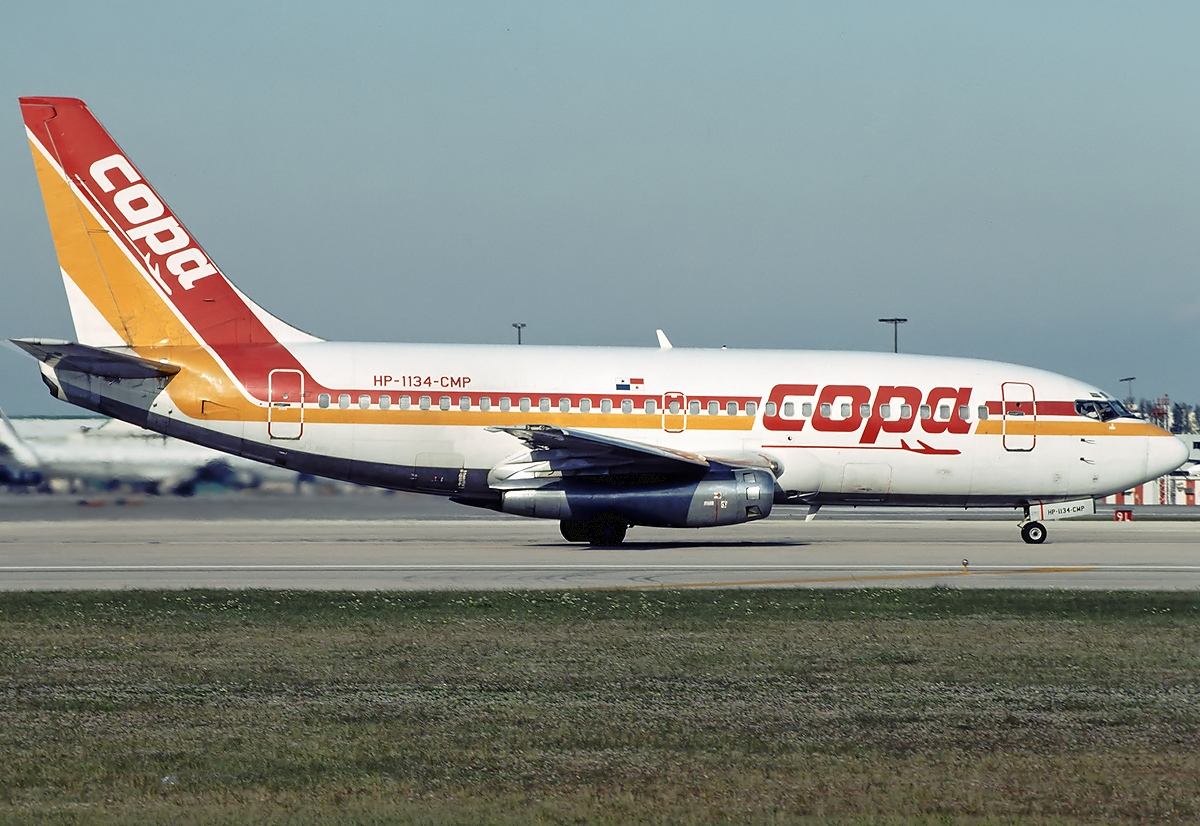
Ancien Boeing 737-230C de Copa Airlines

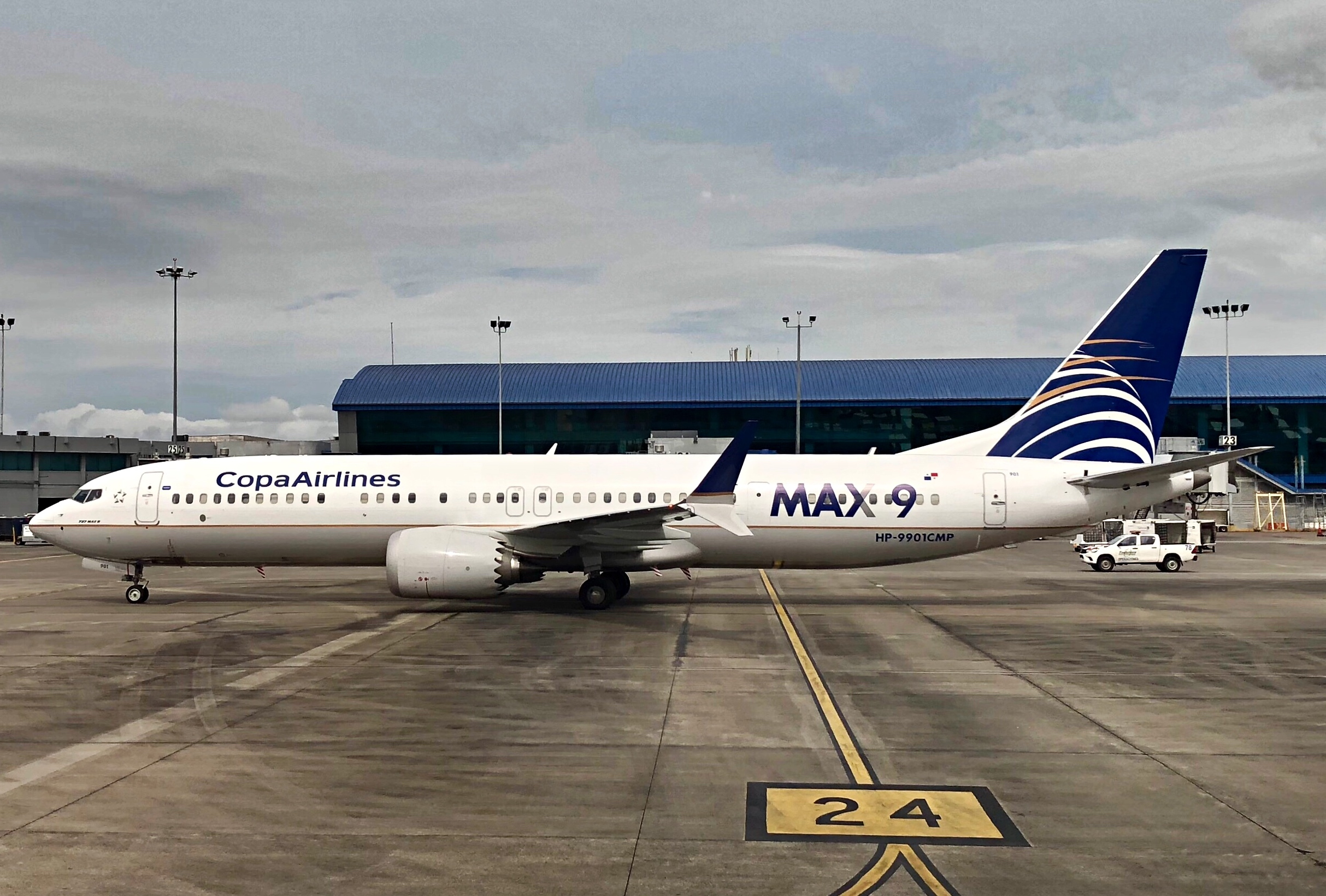
Boeing 737-9 MAX commandé par Copa Airlines.

En mai 2025, la flotte de Copa Airlines se compose des appareils suivants :
| Aircraft                      | En service | Commandes | Passagers | Passagers | Passagers | Remarques                                                 |
| Aircraft                      | En service | Commandes | J         | Y         | Total     | Remarques                                                 |
| ----------------------------- | ---------- | --------- | --------- | --------- | --------- | --------------------------------------------------------- |
| Boeing 737-700                | 9          | —         | 12        | 112       | 124       | Vont être retirés progressivement.                        |
| Boeing 737-700                | 9          | —         | 12        | 114       | 126       | Vont être retirés progressivement.                        |
| Boeing 737-800                | 58         | —         | 16        | 138       | 154       |                                                           |
| Boeing 737-800                | 58         | —         | 16        | 144       | 160       |                                                           |
| Boeing 737 MAX 8              | 2          | 34        | ND        | ND        | ND        | Premier opérateur en Amérique latine du Boeing 737 MAX 9. |
| Boeing 737 MAX 9              | 20         | 34        | 16        | 150       | 166       | Premier opérateur en Amérique latine du Boeing 737 MAX 9. |
| Boeing 737 MAX 10             | —          | 15        | ND        | ND        | ND        | [ 9 ]                                                     |
| Flotte Cargo de Copa Airlines |            |           |           |           |           |                                                           |
| Boeing 737-800BCF             | 1          | 1         | Cargo     | Cargo     | Cargo     |                                                           |
| Total                         | 90         | 50        |           |           |           |                                                           |

## Partenariats
Partage de codes avec le réseau Star Alliance
et les compagnies suivantes :
- Aeroméxico
- KLM
- Condor
- TAME

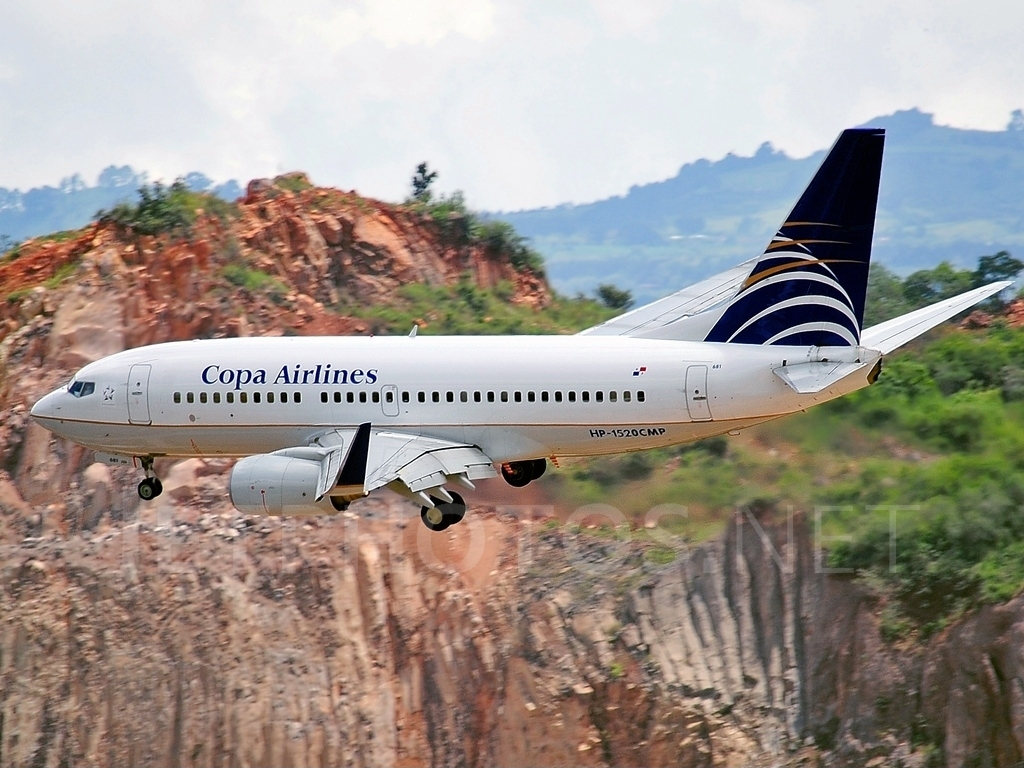

- Air Panama (sur les vols intérieurs seulement)
- Gol Transportes Aéreos
- Cubana